# Хизервик, Томас
То́мас Хи́зервик (англ. Thomas Heatherwick; род. 17 февраля 1970, Лондон) — британский дизайнер, архитектор. Основатель бюро Heatherwick Studio. Почётный член Королевского института британских архитекторов, почётный доктор Королевского колледжа искусств.
Автор дизайна чаши Олимпийского огня Игр 2012 года в Лондоне, павильона Великобритании «Собор семян» на Expo 2010. Спроектировал многофункциональный комплекс Пасифик-плейс в Гонконге и сооружение Vessel в Нью-Йорке.

## Биография
Прадед Хизервика по материнской линии был владельцем британского бренда одежды Jaeger, а дядя — Николас Томалин – журналистом. Томас изучал 3D-дизайн сначала в Манчестерском политехническом институте, затем в лондонском Королевском колледже искусств. В 1994 году, после успешного окончания университета и помощи дизайнера Теренса Конрана, при поддержке которого Хизервик осуществил университетский проект, открыл своё бюро Heatherwick Studio.
Первый полноценный заказ Хизервика был из сферы моды: в 1997 году ему поручили оформление витрины универмага Harvey Nichols к Лондонской неделе моды. В дальнейшем разработал дизайн нового двухэтажного автобуса Routemaster, спроектировал здание The Hive в Сингапуре, остров-парк Литл-Айленд и сооружение Vessel в Нью-Йорке.
Лауреат дизайнерской премии принца Филиппа 2006 года. Один из самых молодых дизайнеров, удостоившихся звания королевского дизайнера в области индустрии. В 2011 году журнал Wallpaper назвал его лучшим дизайнером года. В 2012 году ему была посвящена персональная выставка Designing the Extraordinary в Музее Виктории и Альберта, а затем аналогичная в Смитсоновском музее дизайна Купер Хьюитт — «Провокации. Архитектура и дизайна Томаса Хизервика».